# Qax İngiloy
Qax İngiloy är en ort i Azerbajdzjan.   Den ligger i distriktet Qax Rayonu, i den norra delen av landet, 270 km väster om huvudstaden Baku. Qax İngiloy ligger 656 meter över havet och antalet invånare är 2 747.
Terrängen runt Qax İngiloy är kuperad åt sydväst, men åt nordost är den bergig. Närmaste större samhälle är Qax, 1,6 km väster om Qax İngiloy. 
Omgivningarna runt Qax İngiloy är en mosaik av jordbruksmark och naturlig växtlighet. Runt Qax İngiloy är det ganska glesbefolkat, med 36 invånare per kvadratkilometer.